# Conseil canadien des relations industrielles
Le Conseil canadien des relations industrielles (CCRI) est un organisme gouvernemental canadien veillant à interpréter et administrer le code du travail canadien entre les syndicats et employeurs d'organismes de juridiction fédérale. Par extension, le CCRI se prononce dans les dossiers de relations industrielles touchant les organismes qui sont sous l'autorité du parlement du Canada.
Les organismes sous juridiction du CCRI emploient environ 800 000 personnes.

## Membres du Conseil

### Membres à temps plein[3]
- Elizabeth MacPherson, Présidente (? - 31 décembre 2012)
- Graham J. Clarke, Vice-président (? - 22 avril 2012)
- Louise Fecteau, Vice-présidente (? - 30 septembre 2011)
- Judith F. MacPherson, Vice-présidente (? - 16 décembre 2012)
- William G. McMurray, Vice-président (? - 30 mars 2014)
- Claude Roy, Vice-président (? - 2 mars 2013)
- John Bowman, Membre (? - 31 octobre 2013)
- Daniel Charbonneau, Membre (? - 28 mars 2013)
- André Lecavalier, Membre (? - 17 décembre 2012)
- David Olsen, Membre (? - 8 novembre 2012)
- Norman Rivard, Membre (? - 14 janvier 2013)

### Membres à temps partiel[3]
- H. Allan Hope, Vice-président (? - 13 janvier 2013)
- Richard I. Hornung, Vice-président (? - 26 juin 2013)
- William Terence Lineker, Membre (? - 13 janvier 2013)
- Cynthia Catherine Oliver, Membre (? - 13 janvier 2013)